# Kazan (pentola)

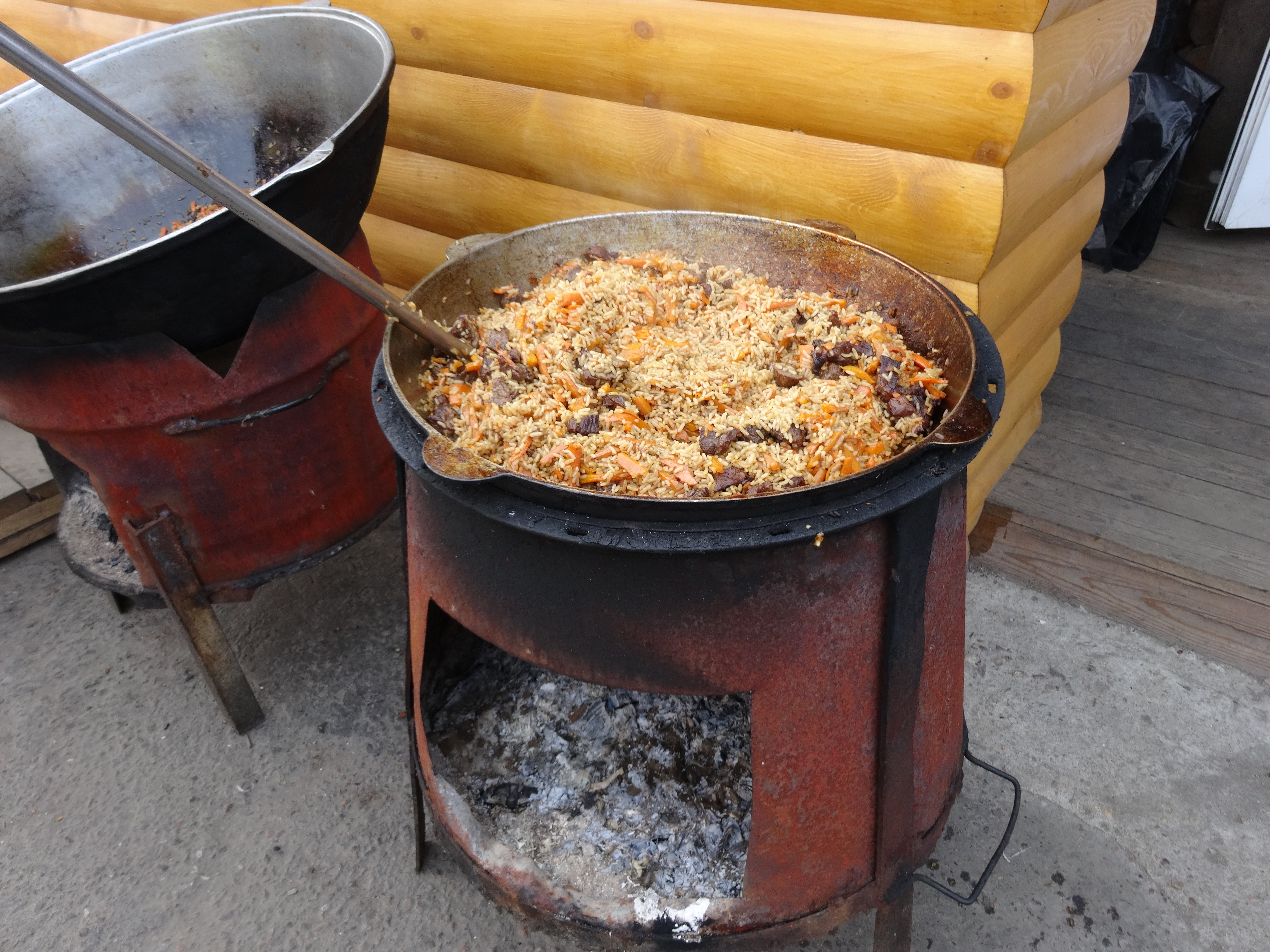
il pilaf cucinato in un kazan a Listvjanka, in Russia

Il kazan o qazan è una pentola concava di forma semisferica larga circa mezzo metro e fatta tradizionalmente di ghisa o di alluminio nei tempi più moderni. Questo utensile è nato tra le popolazioni nomadi turche e possiede quattro piccole estensioni lungo il bordo che gli consentono di reggersi senza alcun bisogno di ulteriore supporto, come avviene per le tradizionali pentole europee. Inoltre, questi supporti permettono di legare la pentola ad un animale da soma durante i viaggi.

## Storia
Il termine qazan significa letteralmente "pentola", sebbene assomigli più a un calderone. Pare sia stato inventato nel Medioevo dai nomadi turchi, che avrebbero preso spunto dal wok cinese o dal karahi indiano. Nell'impero ottomano questo recipiente era il simbolo dell'unità dei giannizzeri, tant'è che una lite tra soldati e superiori veniva espressa con il rovesciamento del kazan in cui veniva cucinato il cibo per le unità militari.

## Usi
Tradizionalmente il kazan viene posizionato su un prato, su una roccia oppure in una buca poco profonda. A volte può essere posizionato su un supporto fatto da un anello di ferro con treppiede, oppure su una brace a forma cilindrica fatta di lamiera. Viene impiegato dai nomadi per cuocere i manti o altri impasti per il dim sum importati dai musulmani che lasciarono la Cina nel XIX secolo.
Per via della sua praticità, il kazan è stato adottato anche da altri popoli vicini ai turchi, che lo impiegano per cucinare il pilaf, soprattutto nelle occasioni speciali. In passato, i pastori turchi impiegavano il kazan per tostare o bollire il grano, per soffriggere la carne, per la produzione di prodotti caseari, nonché per preparare il saj (un tipo di pane basso) o lo shish kebab.